# Курулуш (Ноокатский айылный аймак)
Курулуш (кирг. Курулуш) — село в Ноокенском районе Джалал-Абадской области Кыргызстана. Административный центр Ноокатского айылного аймака.

## География
Село расположено в южной части области, на расстоянии приблизительно 4 километров (по прямой) к западу от села Масы, административного центра района. Абсолютная высота — 604 метра над уровнем моря.

## Население
Согласно оценочным данным Национального статистического комитета Кыргызской Республики, численность населения села на начало 2023 года составляла 4186 человек.
| год     | 2009 | 2014 | 2015 | 2020 | 2021 | 2023 |
| ------- | ---- | ---- | ---- | ---- | ---- | ---- |
| человек | 4219 | 3499 | 3577 | 4021 | 4081 | 4186 |